# Carl Wilhelm von Bötticher
Carl Wilhelm Bötticher, ab 1864 von Boetticher (* 26. August 1791 in Soldin; † 27. August 1868 in Potsdam) war ein deutscher Richter und Verwaltungsjurist in Preußen.

## Leben
Als promovierter Jurist trat er in den Verwaltungsdienst der Krone Preußen. Im Kultusministerium vertrat er unter Eichhorn orthodoxe Standpunkte. Er wurde Erster Vortragender Rat beim Preußischen Staatsministerium. 1826–1830 war er Präsident des Oberlandesgerichts Insterburg und danach Präsident des Oberlandesgerichts Stettin. Als Geh. Oberjustizrat wurde er 1842 Oberpräsident der Provinz Preußen. In dieser Funktion gehörte er 1846 zur Delegation der preußischen Kirchenprovinz auf der Generalsynode in Berlin. 1848 in der Deutschen Revolution von diesem Amt zurückgetreten, wurde er 1849 Mitglied der 1. Kammer u. mit Radowitz Vertreter Preußens in der Provisorischen Bundescentralcommission des Deutschen Bundes. Von 1851 bis 1855 diente er als Regierungspräsident in Frankfurt (Oder), um anschließend Präsident der Preußischen Oberrechnungskammer in Potsdam zu werden. Am 15. Juni 1864 wurde er anlässlich seines 50-jährigen Amtsjubiläums für seine Verdienste von König Wilhelm I. in den Adelsstand erhoben.

## Familie
Bötticher war mit Henriette Wilhelmine von Bodenhausen verheiratet. Sie hatten drei Söhne; der dritte, Karl Heinrich von Boetticher, war Vizekanzler des Deutschen Reiches, Vizepräsident des Staatsministeriums, Staatssekretär des Inneren und Wegbereiter der deutschen Sozialgesetzgebung.